# Rastdorf
Rastdorf ist eine Gemeinde und Mitgliedsgemeinde der Samtgemeinde Werlte im Nordosten des Landkreises Emsland im westlichen Niedersachsen (Deutschland).
Die Gemeinde, die sich auf rund 26,33 km² Fläche erstreckt, hat 1000 Einwohner.

## Geografie

### Lage
Rastdorf liegt im nordöstlichen Teil der Geestlandschaft des Hümmling im Emsland. Die nächstgelegene Stadt, etwa 16 Kilometer nordöstlich ist Friesoythe, 24 Kilometer östlich liegt Cloppenburg, 28 Kilometer nordwestlich Papenburg, 31 Kilometer südlich Haselünne und 37 Kilometer südwestlich die Kreisstadt Meppen. Höchste Erhebung bei Rastdorf ist der Queckenberg mit 35 m ü. NHN.

### Ortsbild
Aufgrund seiner Entstehungsgeschichte unterscheidet sich der Ort in seiner Siedlungsstruktur stark von den anderen Dörfern der Umgebung. Während der Hümmling sonst von Haufendörfern mit erkennbaren Ortsrändern geprägt ist, hat Rastdorf den Charakter eines Straßendorfes mit langen, geraden Erschließungsstraßen, wie diese sonst eher im Emsland westlich der Ems und in Ostfriesland vorkommen, jedoch ohne die dort typischen Kanäle.

### Nachbargemeinden
Nachbargemeinden sind im Norden die Gemeinde Hilkenbrook in der Samtgemeinde Nordhümmling, im Nordosten die Stadt Friesoythe im Landkreis Cloppenburg, im Südosten die Gemeinde Vrees, im Süden die Gemeinde Werlte und Bockholte und im Westen die Gemeinden Spahnharrenstätte und Lorup.

## Geschichte
Die Gemeinde geht auf die im Jahre 1833 gegründete und zunächst aus drei Häusern bestehende „Kolonie Rastdorf“ zurück.
Zu Beginn der 1940er Jahre wurde der Kruppsche Schießplatz Meppen erweitert, es war daher notwendig, einige Siedlungsstellen aufzugeben. Ihre Bewohner wurden zwangsweise umgesiedelt. Unter anderem wurde die gesamte Ortschaft Wahn dem Erdboden gleichgemacht. Viele der Vertriebenen aus Wahn wurden in Rastdorf angesiedelt. Auch aus anderen Orten, die nicht komplett dem Schießplatz weichen mussten, wurden Bewohner vertrieben und in Rastdorf angesiedelt. Diese kamen aus Emmeln, Tinnen, Sprakel (einem westsüdwestlich von Sögel gelegenen Gut) und Apeldorn.
Im Jahr 1941 war die Umsiedlung überwiegend abgeschlossen. Dieses Jahr wird allgemein als Entstehungsjahr des Dorfes Rastdorf angesehen. Am 1. November 1943 erhielt Rastdorf per Gesetz ein eigenes Ortsrecht und wurde selbständige Gemeinde. Seit der niedersächsischen Gemeindereform, die am 1. Januar 1973 im Altkreis Aschendorf-Hümmling in Kraft trat, gehört Rastdorf zur Samtgemeinde Werlte.

## Politik

### Gemeinderat
Der Gemeinderat von Rastorf hat elf Mitglieder. Die Ratsmitglieder werden durch eine Kommunalwahl für jeweils fünf Jahre gewählt. Die aktuelle Amtszeit begann am 1. November 2021 und endet am 31. Oktober 2026.
| Partei | 2021 | 2016 | 2011 |
| ------ | ---- | ---- | ---- |
| CDU    | 9    | 9    | 9    |
| Grüne  | 1    | 1    | 1    |
| SPD    | 1    | 1    | 1    |

### Bürgermeister
Bürgermeister von Rastdorf ist Hartmut Moorkamp (CDU).

### Wappen
Das Wappen von Rastdorf stellt die unterschiedlichen Herkunftsgemeinden dar, aus welcher die Siedler stammen. Es soll außerdem den Mut und den Willen zum Erfolg in der neuen Heimat verdeutlichen. Das Wappen ist rot und grün, schräg geteilt durch einen goldenen Balken. Im roten, oberen Teil des Wappens weisen acht zu einer Garbe zusammengebundenen Ähren auf die acht Gemeinden hin, aus denen die ersten Siedler nach Rastdorf kamen. Wie die Ähren zur Garbe gebunden sind, bilden diese Siedler eine neue Gemeinde. Die Ähren sollen gleichzeitig für den Erfolg in der neuen Heimat stehen. Im grünen, unteren Teil des Wappens ist der Rastdorfer Heimatstein nachgebildet, dessen Aufstellung an die „Kolonie Rastdorf“ sowie die Bildung der neuen Gemeinde erinnern soll. Die Farben Rot und Gold zeigen die Verbundenheit mit den vier anderen Mitgliedsgemeinden der Samtgemeinde Werlte, diese Farben sind auch auf deren Wappen vorhanden.

## Persönlichkeiten
- Aloys Wobben (1952–2021), Ingenieur, Unternehmer und Windenergie-Pionier; geboren in Rastdorf
- Hartmut Moorkamp (* 1975), Politiker (CDU), Abgeordneter des Niedersächsischen Landtags